# Ronneby landsfiskalsdistrikt
Ronneby landsfiskalsdistrikt var 1918–1964 ett landsfiskalsdistrikt i Blekinge län, bildat när Sveriges indelning i landsfiskalsdistrikt trädde i kraft den 1 januari 1918, enligt beslut den 7 september 1917. Den 1 januari 1965 avskaffades i Sverige samtliga landsfiskaler och landsfiskalsdistrikt, och deras arbetsuppgifter delades upp på de nyskapade indelningarna polisdistrikt, åklagardistrikt och kronofogdedistrikt.
Landsfiskalsdistriktet låg under länsstyrelsen i Blekinge län.

## Ingående områden
När Sveriges nya indelning i landsfiskalsdistrikt trädde i kraft den 1 oktober 1941 (enligt kungörelsen den 28 juni 1941) lämnades Ronneby  landsfiskalsdistrikt opåverkat, men regeringen anförde i kungörelsen att den ville i framtiden besluta om Ronneby stads förenande med landsfiskalsdistriktet. Från den 1 januari 1944 (enligt beslut den 17 juni 1943) tillhörde Ronneby stad landsfiskalsdistriktet, dock skulle stadsfiskals- och stadsfogdetjänsterna i staden bibehållas. När Sveriges nya indelning i landsfiskalsdistrikt trädde i kraft den 1 januari 1952 (enligt kungörelsen 1 juni 1951) ändrades indelningen av distriktets ingående områden. Den 1 oktober 1952 (enligt beslut den 25 september 1952) indrogs stadsfiskals- och stadsfogdetjänsten i Ronneby stad, som därmed tillhörde landsfiskalsdistriktet i sin helhet. Den 1 januari 1963 sammanslogs kommunerna Hallabro och Ronneby till den nya kommunen Kallinge landskommun, till vilken även del av den upplösta Tvings landskommun i Nättraby landsfiskalsdistrikt tillfördes. Ronneby landsfiskalsdistrikts område utökades därmed en del.

### Från 1918
Medelstads härad:
- Backaryds landskommun
- Ronneby landskommun

### Från 1944
- Ronneby stad (staden hade egna stadsfiskals- och stadsfogdetjänster)[4]

Medelstads härad:
- Backaryds landskommun
- Ronneby landskommun

### Från 1 januari 1952
- Hallabro landskommun
- Ronneby landskommun
- Ronneby stad (i Ronneby stad skulle stadsfiskals- och stadsfogdetjänsterna bibehållas "tills vidare")[5][8]

### Från 1 oktober 1952
- Hallabro landskommun
- Ronneby landskommun
- Ronneby stad

### Från 1 januari 1963
- Kallinge landskommun
- Ronneby stad